# Willem Kloos

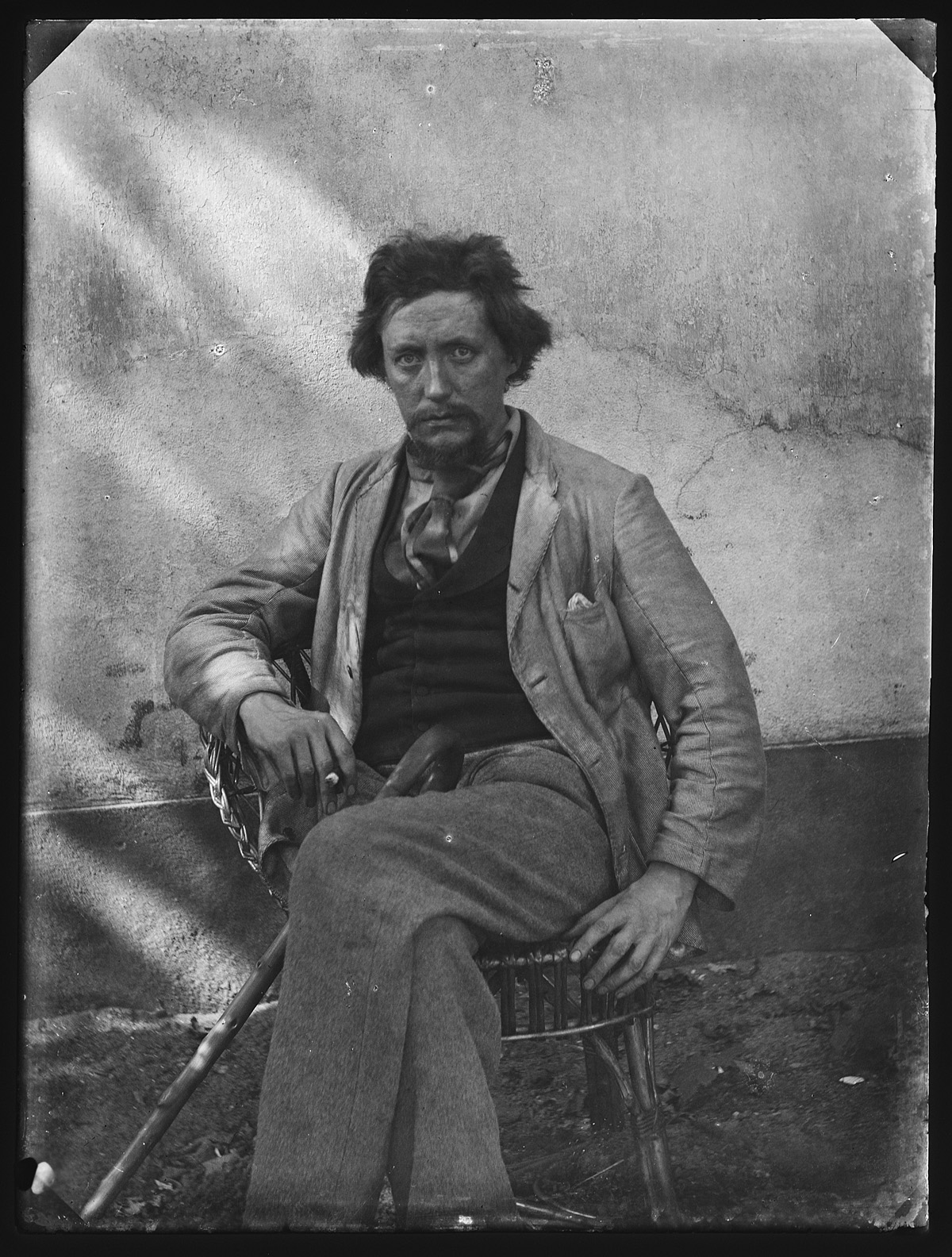
Willem Kloos

Willem Johannes Theodorus Kloos (* 6. Mai 1859 in Amsterdam; † 31. März 1938 in Den Haag) war ein niederländischer Dichter und ein wichtiger Vertreter der niederländischen Künstlergruppe „Die Achtziger“.

## Leben
Kloos wurde als Sohn des Schneiders Johannes Kloos und dessen Frau Anna Cornelia Amelse geboren. Seine Mutter starb im Jahr nach Willems Geburt, und der Vater heiratete im darauffolgenden Jahr neu. Ab 1879 studierte Willem Kloos klassische Philologie an der Gemeentelijke Universiteit van Amsterdam und schloss sein Studium 1884 mit dem Titel Kandidaats ab. Während des Studiums lernte er Jacques Perk kennen, dessen Gedichte er nach Perks Tod redigierte und herausgab. Die Einleitung, die Kloos für diese Ausgabe 1882 schrieb, galt später als Manifest der Bewegung der „Achtziger“. 1880 debütierte er als Dichter in der Zeitschrift Nederland mit dem Gedicht Rhodopis. Seine Gedichte der Achtzigerjahre sind durch den englischen Dichter Shelley beeinflusst.

### De Nieuwe Gids
1885 gründete Kloos zusammen mit Frederik van Eeden, Albert Verwey, Frank van der Goes und Willem Paap die Literaturzeitschrift De Nieuwe Gids. Dort publizierte er eine Reihe literarischer Chroniken, die zusammen ein Bild seiner Poetik ergeben. Dabei legt er das Gewicht auf die persönliche Wiedergabe von Emotionen durch den Dichter. Ein vielzitierter Ausspruch von Kloos ist, dass Kunst „der aller-individuellste Ausdruck des aller-individuellsten Gefühls“ sein soll. Form und Inhalt sind untrennbar; es geht um L’art pour l’art. Um zu beschreiben, was in seiner Seele vorgeht, hat der Dichter zwei Mittel: Klangausdruck und Bildersprache. Kloos fand, dass jedes einzelne Gefühl seine eigene Bildersprache mit sich bringt. Mit seiner Vision setzte er sich von der Generation der sogenannten „Domineedichter“ ab (z. B. Jan Jakob Lodewijk ten Kate, Nicolaas Beets und Bernard ter Haar), die in seinen Augen vor allem häusliche Poesie schrieben, voller Klischees und mit kleinkarierter Moral. Kloos publizierte auch viele seiner Sonette im Nieuwe Gids. Diese Sonette werden allgemein als sein bestes literarisches Werk angesehen und als charakteristisch für die Auffassungen der „Achtziger“. Die Gedichte beschreiben die Gefühle des Dichters und seine Stimmungswechsel. Die meistzitierte Dichterregel von Kloos ist wahrscheinlich „Ich bin ein Gott im Tiefsten meiner Gedanken.“ („Ik ben een God in ’t diepst van mijn gedachten“).
Ende 1885 schrieb Kloos zusammen mit seinem guten Freund Albert Verwey den Roman Julia. Eine Erzählung von Sizilien (Julia. Een verhaal van Sicilië). Das Werk ist in dem von ihnen verschmähten altmodischen romantischen Stil in der Art von Nicolaas Beets und Fiore della Neve geschrieben und wurde unter dem Pseudonym „Guido“ veröffentlicht. Es war als Spaß gedacht und sollte die Literaturkritiker der Zeit auf den Arm nehmen. Die Aktion gelang, auch wenn die für sie wichtige Zeitschrift De Gids nicht reagierte. In einer Broschüre mit dem Titel Die Inkompetenz der holländischen Literaturkritik (De onbevoegdheid der Hollandsche literaire kritiek) deckten Kloos und Verwey ihren Scherz auf.
Gleichfalls im Jahr 1885 schrieb Kloos unter dem Namen Sebastiaan Slaap („Sebastian Schlaf“) ein Vorwort zu der Sammlung Grashälmchen oder Lieder im Bereich von Tugend, Gottesfurcht und Vaterland (Grassprietjes of Liederen op het gebied van Deugd, Godsvrucht en Vaderland), herausgegeben von einem gewissen „Cornelis Paradijs“, wohinter sich eine Gruppe von „Achtzigern“ (u. a. Frederik van Eeden) verbarg. Dieser Band war ein Pastiche von Domineedichtung.

### Ende der „Achtziger“

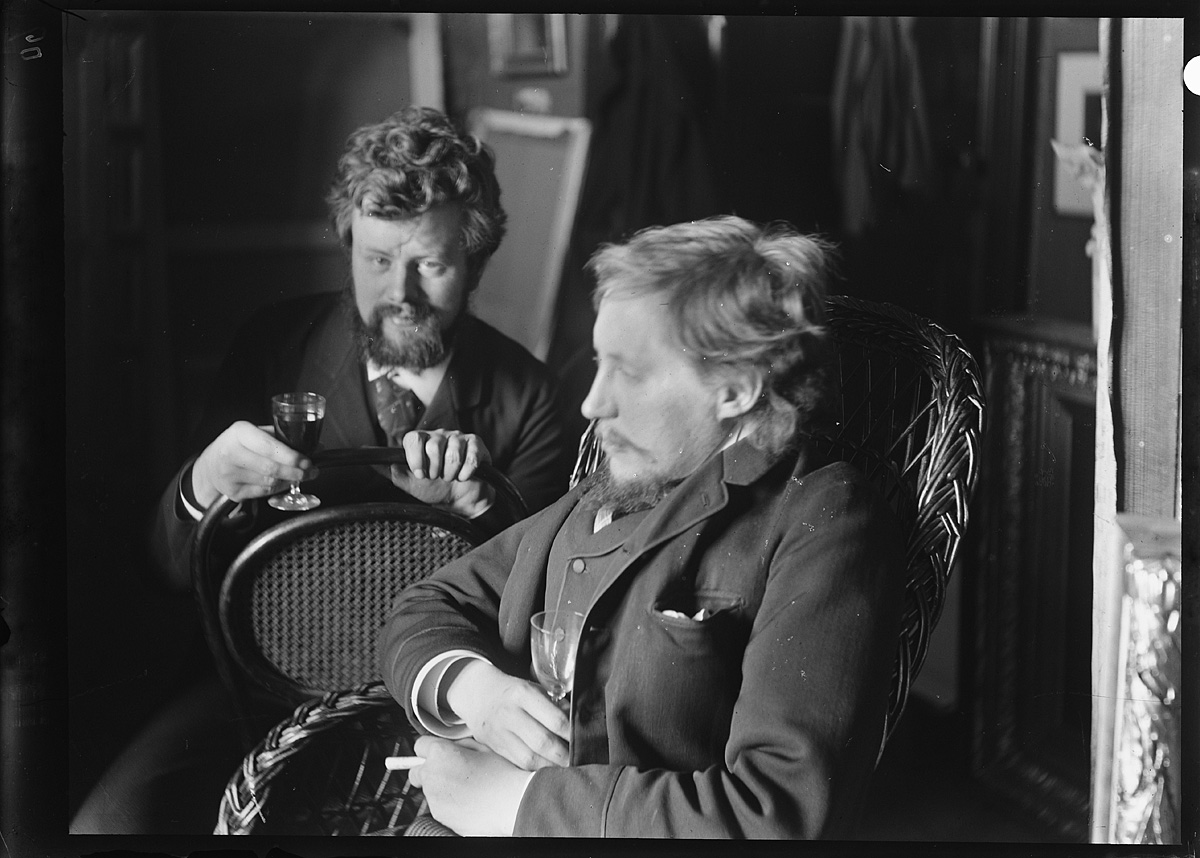
Willem Kloos (r.) mit seinem Freund Hein Boeken

In den 1890er Jahren begannen verschiedene Dichter, sich gegen den Individualismus von Kloos und sein „L’art pour l’art“-Prinzip abzusetzen und wollten eine mehr auf die Gesellschaft gerichtete, soziale Dichtung. Auch in der ursprünglichen „Achtziger“-Bewegung kam es zu Konflikten. Frederik van Eeden und Frank van der Goes glaubten, dass der Sozialismus Verbesserung bringen könnte, während Kloos und Lodewijk van Deyssel dachten, dass der Sozialismus zur Nivellierung der Kunst führen würde. Kloos hielt an seinen ursprünglichen Idealen fest und zog sich zurück, um Gedichte zu schreiben. In seinem persönlichen Leben erging es ihm auch schlechter; er begann zu trinken, bekam Psychosen und schrieb Schimpfsonette. Einige Zeit stand er unter starkem Einfluss des viel jüngeren, aber auch nervenkranken Dichters Pieter Tideman. 1894 wurde De Nieuwe Gids vorübergehend eingestellt, erschien allerdings später weiter.
1896 erschien Vierzehn Jahre Literaturgeschichte (Veertien jaar literatuurgeschiedenis), ein Sammelband von Kloos’ Literaturkritiken. 1900 heiratete er Jeanne Reyneke van Stuwe, eine produktive Autorin von Gesellschaftsromanen. Kloos' Einfluss war noch stärker geschwunden, aber er veröffentlichte weiterhin Gedichte in De Nieuwe Gids und blieb bis zu seinem Tod Redaktionsmitglied.

### Spätere Jahre
Am 14. Juni 1919, einige Wochen nach seinem sechzigsten Geburtstag, wurde Kloos im Palais Huis ten Bosch von Königin Wilhelmina empfangen. Am 3. März 1935 erhielt Kloos, zusammen mit Lodewijk van Deyssel, das Ehrendoktorat der Universität von Amsterdam.